# Hranový graf
Hranový graf neorientovaného grafu G je v matematické disciplíně teorie grafů graf (značený L(G)), který reprezentuje sousednost mezi hranami původního grafu G. V hranovém grafu L(G) vrcholy odpovídají hranám a hrany odpovídají vrcholům grafu G.

## Příklad
Následující obrázky ukazují graf G (vlevo, s modrými vrcholy) a jeho hranový graf L(G) (vpravo, se zelenými vrcholy). Každý vrchol hranového grafu je označen dvojicí vrcholů, mezi kterými vede v původním grafu příslušná hrana. Například zelený vrchol označený „1, 3“ odpovídá hraně mezi modrými vrcholy 1 a 3. Zelený vrchol „1, 3“ sousedí se třemi dalšími zelenými vrcholy: „1, 2“ a „1, 4“ (ty odpovídají hranám, které obě vedou z původního vrcholu 1) a „4, 3“ (ten odpovídá hraně, která vede z původního vrcholu 3).

Graf G
Vrcholy L(G) odpovídající hranám grafu G
Hrany přidané do L(G)
Hranový graf L(G)